# Pour l'amour de Millie
Pour plus de détails, voir Fiche technique et Distribution.
Pour l'amour de Millie (Saving Milly) est un téléfilm américano-canadien de Dan Curtis diffusé le 13 mars 2005 sur CBS.

Le téléfilm a été diffusé dans les années 2000 à la télévision française.

## Synopsis
Dans les années 60, le journaliste Morton Kondracke qui envisageait de faire carrière en politique et d'épouser une jeune femme issue de la bourgeoisie tombe amoureux de Milly Martinez, une jeune activiste d'origine mexicaine de confession juive et catholique. Après s'être mariés, le couple, déjà parents de deux filles, va avoir une vie active à Washington. Tout bascule lorsqu'à l'âge de 47 ans, les médecins diagnostiquent la maladie de Parkinson à Milly. Dès lors, Morton change d'objectif et laisse tomber la politique pour se focaliser sur la maladie et les moyens de la combattre. Changer les mentalités sur Parkinson et changer la législation sur la prise en charge des malades sera dorénavant le combat de Morton Kondracke par amour pour sa femme.

## Fiche technique
- Titre original : Saving Milly
- Titre français : Pour l'amour de Millie
- Réalisation : Dan Curtis
- Scénario : Jeff Arch d'après le roman autobiographique de Morton Kondracke
- Musique : Lee Holdridge
- Directeur de la photographie : Jon Joffin
- Montage : Scot J. Kelly
- Distribution : Molly Lopata, Stuart Aikins et Sean Cossey
- Décors : Sandy Cochrane
- Costumes : Carla Hetland
- Effets spéciaux de maquillage : Bill Terezakis
- Compagnies de Production : Dan Curtis Productions - Milly Productions - Paramount Network Television Productions
- Compagnie de distribution : CBS
- Genre : Drame
- Pays :  États-Unis /  Canada
- Langue : Anglais Stéréo
- Image : Couleurs
- Ratio écran : 1.85:1 Panoramique
- Procédé : Sphérique
- Pellicule : 35 mm
- Durée : 87 minutes[1]
- Date de diffusion :
  - États-Unis : 13 mars 2005[2]

## Distribution
- Bruce Greenwood : Morton Kondracke
- Madeleine Stowe : Milly Kondracke
- Robert Wisden : Fred Barnes
- Claudia Ferri : Norma Alvarado
- Rob LaBelle : Mark
- Brenda Campbell : Joan Samuelson
- Kyla Wise : Andrea Kondracke
- Erica Carroll : Alexandra Kondracke
- Kylee Dubois : Alexandra Kondracke à 16 ans
- Jessica Lowndes : Andrea Kondracke à 16 ans
- Jose Del Buey : Carlos
- Kevin McNulty : Sheldon Adler
- Timothy Webber : Le neurologue
- Susan Hogan : Sénateur Bates
- Michael J. Fox : lui-même